# 奇瓜揚特

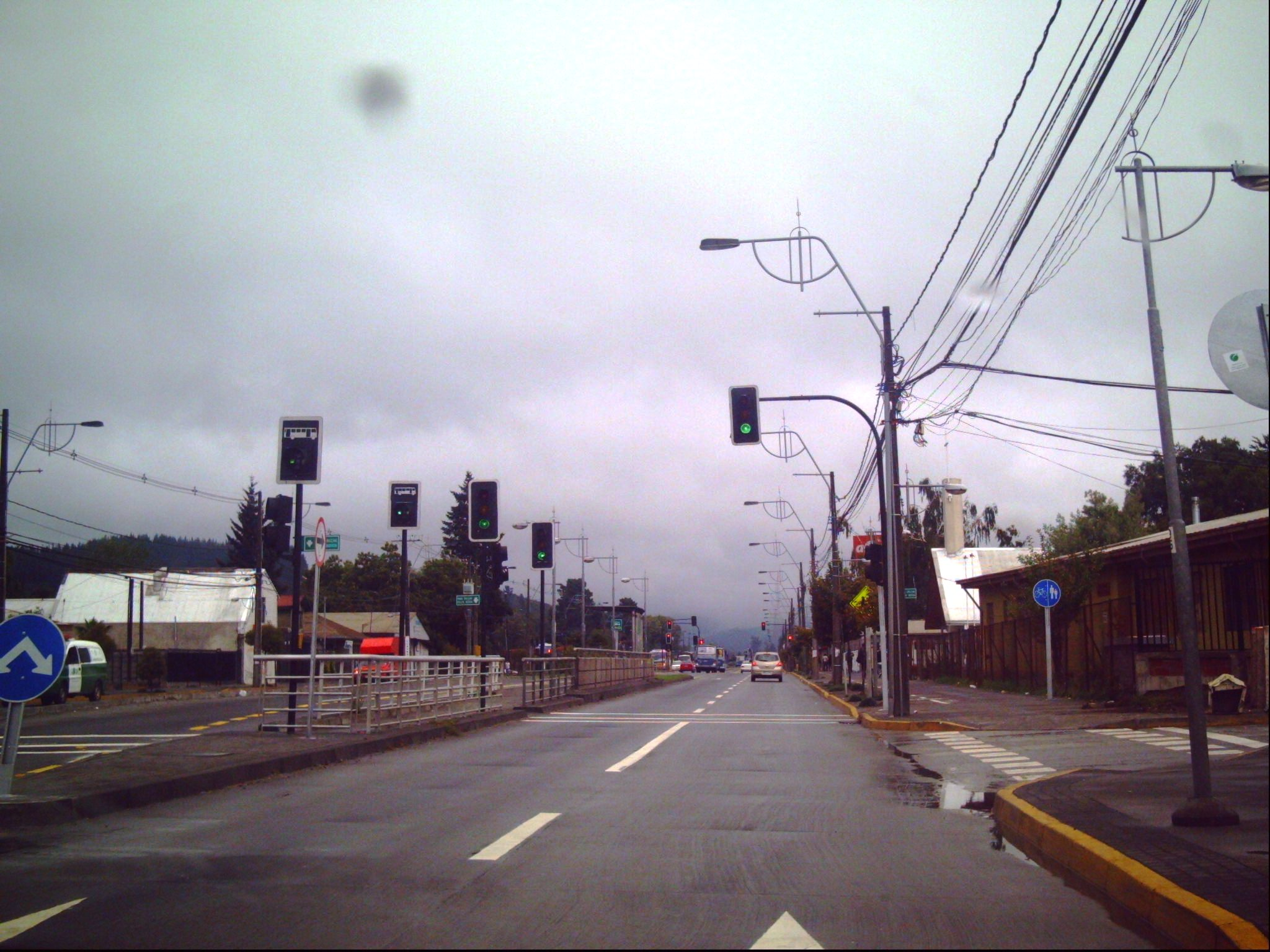

奇瓜揚特（西班牙語：Chiguayante）是智利的城鎮，位於該國中部，由比奧比奧大區的康賽普西翁省負責管轄，面積71平方公里，海拔高度249米，2002年人口81,302，人口密度每平方公里1145.1人。

## 外部連結
- （西班牙文） Municipality of Chiguayante（页面存档备份，存于）